# François Remetter
François Remetter (Strasbourg, 1928. február 23. – 2022. október 2.) francia válogatott labdarúgó.

## Sikerei, díjai
- Franciaország
  - Labdarúgó-világbajnokság bronzérmese: 1958